# Joegoslavisch Comité

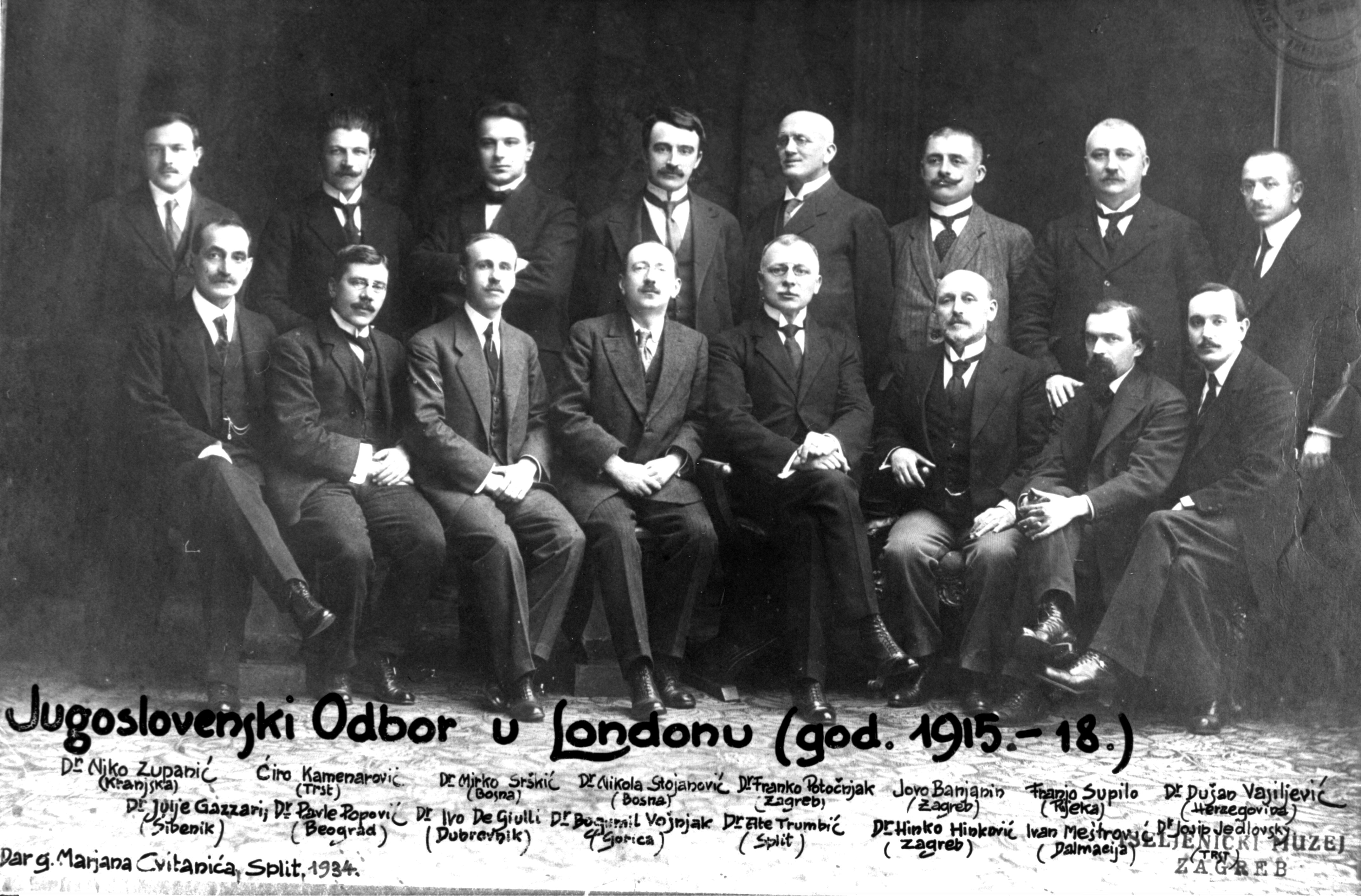
Joegoslavisch Comité

Het Joegoslavisch Comité (Kroatisch/Servisch: Jugoslavenski odbor, cyrillisch: Југословенски одбор) was een politieke groepering tijdens de Eerste Wereldoorlog die tot doel had de Zuid-Slavische volkeren te verenigen in een onafhankelijke staat. 
Na de moord op Frans Ferdinand van Oostenrijk vluchtten veel Slavische intellectuelen, politici en kunstenaars uit het door Oostenrijk-Hongarije bezette Kroatië en Bosnië. Een aantal van hen richtten op 30 april 1915 in Londen het Joegoslavisch Comité op. De meest vooraanstaande leden waren Frano Supilo, Ante Trumbić en Ivan Meštrović.
In 1917 tekende het comité de Verklaring van Korfoe met het koninkrijk Servië. Hierop stapte Frano Supilo uit het comité, omdat hij twijfelde aan de motieven van de Servisch regering. Een jaar later werd het koninkrijk der Serviërs, Kroaten en Slovenen uitgeroepen, met steun van Groot-Brittannië en Frankrijk. Hierop was de taak van het Joegoslavisch Comité volbracht.
Ante Trumbić betreurde in 1938 openlijk het uiteenvallen van de Oostenrijks-Hongaarse Dubbelmonarchie. Hij vond dat de nieuwe staat te veel concessies deed aan Italië en zag de hervormingen die hij met Kroatië voorhad niet verwezenlijkt.